# Црква Вазнесења Господњег у Горњем Црњелову
Црква Вазнесења Господњег у Горњем Црњелову, насељеном месту на територији града Бијељина припада Епархији зворничко-тузланској Српске православне цркве.

## Историјат
По подацима из летописа цркве у Црњелову, тадашњи свештеник Петар Михајловић испословао је 1874/75. године ферман од султана Абдул Азиза да се подигне храм у Црњелову. Међутим, подизање храма омела је „Бијељинска буна” 1876. године у којој је активно учествовао и сам свештеник Петар Михајловић са својим парохијанима. Током буне дошло је до избеглиштва мештана Црњелова у Србију и Срем, одакле су се вратили тек након Берлинског конгреса 1878. године. Помиње се да су по повратку на своја огњишта подигли 1884. године цркву од шепера.

## Подизање и освештење
Данашњи храм подигнут је 1889/90. године, након што је 1888. године Бечка дворска канцеларија одобрила молбу за градњу. Као знак захвалности за то постављена је плоча у храму са натписом: У славу свете, јединосуштне и нераздјелне Тројице саграђена је ова света црква Вознесенија Господњег за владе Његовог величанства цара и краља Франца Јосифа I трудом и трошком српског православног народа црњеловског 1890. године.
Храм је изграђен од властитих средстава мештана Црњелова и налази се у центру села, односно на граници између Горњег и Доњег Црњелова. Градитељи су били архитекта Георгијано, познати градитељ цркава у Далмацији и његов помоћник по имену Гвардијан, Италијан поријеклом из Болоње. Цркву је освештао митрополит зворничко-тузлански Дионисије II Илијевић на празник Успења Пресвете Богородице 1890. године и посветио га Вазнесењу Господњем.
Године 1932. након изливања реке Саве храм је био потопљен и то је изазвало знатна оштећења, проузрокована великом влагом која се попела у висини од три метра на зидовима храма.

### Иконостас
Иконостас у барокном стилу израђен је у Новом Саду. Није познат мајстор који га је израдио, као што није познато ни ко је аутор икона на њему. Нови иконостас од храстовине даровао је 2015. године Златко Крбањевић из Горњег Црњелова. Иконостас одликује богат дуборез, а израдили су га Радосав Савић, столар из Чађавице и Момчило Вуковић, дуборезац из Патковаче. Иконе су рађене у византијском стилу, а живописали су их: Драган Живковић из Крагујевца, Радош Васић из Смедерева и Бојан Живић - Милић из Београда. Исти иконописци живописали су олтарски део храма 2014. године у византијском стилу.

## Радови на обнови
У својој историји црква је неколико пута обнављана: 1936. године, затим од 1948. до 1961. године рађена је изолација храма, кровна конструкција и иконостас. Године 1964. храм је обновљен споља, јер је постојећи малтер отпао усљед влаге, која је проузрокована поплавом из 1932. године. У присуству епископа зворничко-тузланског Лонгина Томића била је прослава поводом обнове храма 30. августа 1964. године. На овој свечаности кумовао је Петар Крсмановић из Горњег Црњелова.
Другог септембра 1990. године обновљени храм освештао је епископ зворничко-тузлански Василије,  поводом прославе стогодишњице постојања. Кумови на овој свечаности били су Радивоје и Стана Кокановић из Горњег Црњелова. Током 2003. године рестаурацију иконостаса извршио је Ненад Дринић из Бијељине. Године 2008. започела је генерална обнова храма и извршено је пресецање темеља храма и уградња хидроизолације. Затим су 2010. године замењени стари дрвени прозори новим алуминијумским, а 2011. комплетно је прекривен новим алуминијумским лимом. Године 2013. извршено је комплетно малтерисање унутрашњих зидова након уклањања старог малтера који је био изложен дугогодишњем утицају капиларне влаге.

## Матичне књиге
У црквеном летопису записано је да су Матичне књиге почеле да се воде 1895. године, али нису сачуване. До данас су сачуване сљедеће књиге: рођених и крштених од 1935. године (недостају: 1939—1940, 1950—1955), венчаних од 1898. године (недостаје период 1948—1955) и умрлих од 1956. године. Јануара 1949. године, по наређењу Среског народног одбора, одузет је од парохијског свештеника већи број матичних књига, које су дате на располагање Матичном уреду у Црњелову. Део тих књига враћен је Црквеној општини.